# Josefin Kuschela
Josefin Kuschela ist eine deutsche Dokumentarfilmerin. Sie ist spezialisiert auf Dokumentarfilme über Grönland.

## Leben
Josefin Kuschela stammt aus Chemnitz. In Potsdam studierte sie Psychologie und diplomierte über die Psychologie hinter Werbefilmen. Schon während des Studiums verdiente sie Geld mit der Produktion von Werbefilmen. Im Jahr 2020 diplomierte sie in Fernsehjournalismus an der Filmakademie Baden-Württemberg.

## Filmografie (Auswahl)
- 2024: Terra X: Grönland – Leben mit den Inuit, vierteilige Dokuserie im ZDF[3]
  - Der Norden Grönlands – Kaperdlaq, Dokumentarfilm, ZDF (Regie, Kamera)
  - Der Norden Grönlands – Piniartoq, Dokumentarfilm, ZDF (Regie, Kamera)
  - Der Norden Grönlands – Siku, Dokumentarfilm, ZDF (Regie, Kamera)
  - Der Norden Grönlands – Heqineq, Dokumentarfilm, ZDF (Regie, Kamera)

## Theater
- 2016: Glorious-Live, Theater-Videoinstallation, Fritz-Theater Chemnitz (Regie)

## Auszeichnungen und Ehrungen
- Filmpreis beim Naturvision Festival
- Honorable Mention für “Best Nature Documentary” beim Innsbruck Nature Film Fest
- “Best Winter Film” beim International Festival of Winter Cinema